# Hünenburg (Stadtlohn)

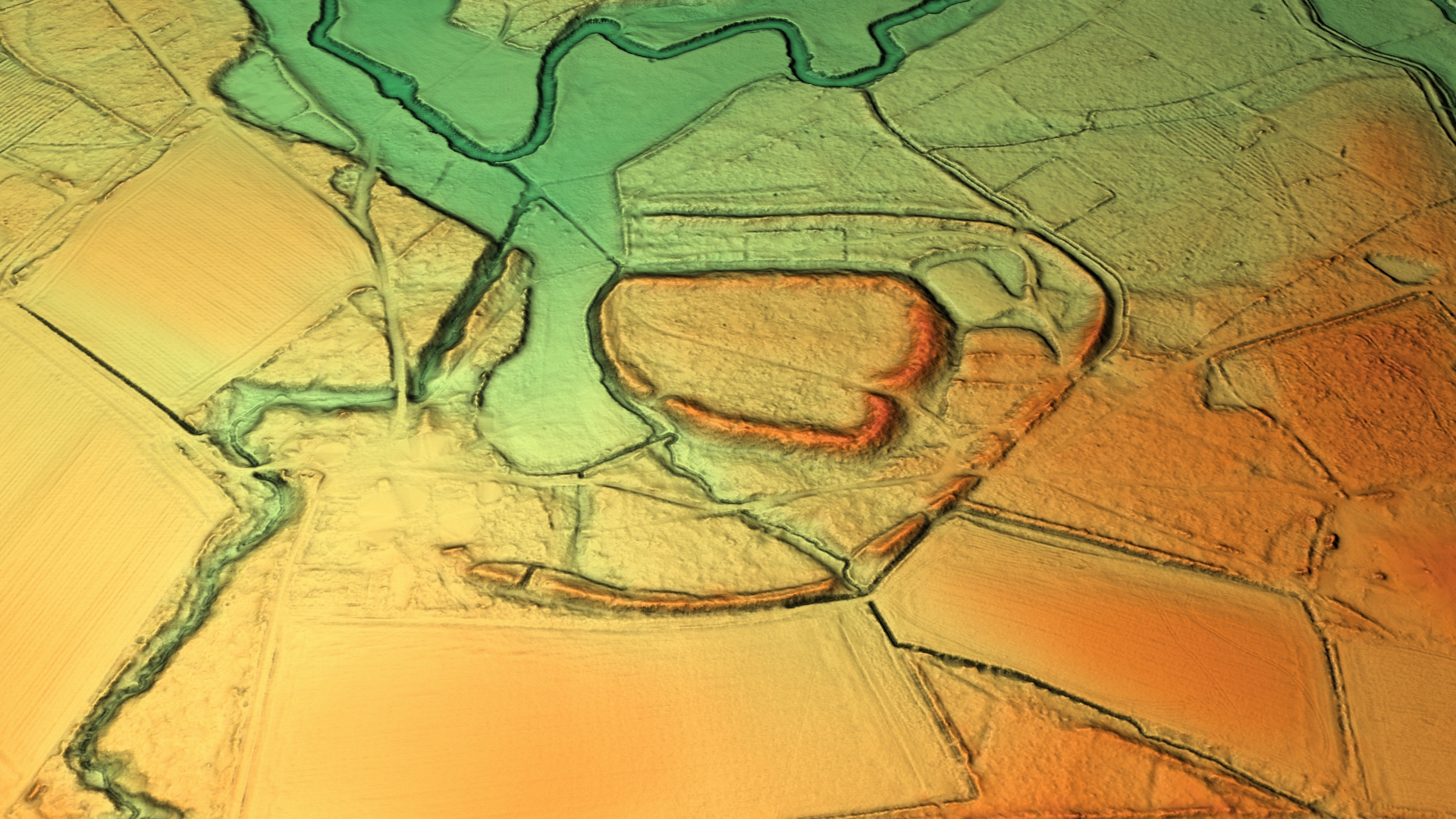
3D-Ansicht des digitalen Geländemodells

Die Hünenburg, auch Hünenburg bei Wessendorf oder Wittekindsburg genannt, ist eine mittelalterliche Wallburg bei Stadtlohn im Kreis Borken in Nordrhein-Westfalen. Das die Hünenburg umgebende Waldgelände liegt unweit der Berkel im sogenannten Bockwinkel, rund drei Kilometer nordwestlich des Stadtzentrums.
Die Wallburg wurde 1983 als Bodendenkmal ausgewiesen.

## Beschreibung
Die Hünenburg ist als doppeltes Wallsystem erkennbar. Sämtliche Wälle wurden außen von Gräben begleitet, die heute noch als Mulden erkennbar sind. Insgesamt ist die Anlage vergleichsweise gut erhalten. Überreste etwaiger Bebauung haben sich jedoch nicht erhalten.
Die innere Anlage ist etwa 1,7 ha groß und wird von bis zu sechs Meter über den Muldengrund aufragenden Erdwällen eingefasst. Im Südosten, nahe einem Findling, an dem eine Metallplakette auf die Anlage  hinweist, befindet sich an der Stelle eines ehemaligen Zangentores ein Durchlass – hier sind die Wälle nach innen eingezogen. Das Innere der Kernanlage weist gegenüber dem Gelände zwischen den Innen- und den Außenwällen ein deutlich erhöhtes Niveau auf. An der Westseite fließt unterhalb des inneren Walls ein kleiner Bach nordwärts der Berkel zu.
Die äußeren Wälle sind weniger mächtig als die der Kernanlage. Sie ragen bis zu zwei Meter über das umgebende Gelände auf und umfassen ein 8,5 ha großes Gebiet. Der schlechtere Zustand der Außenwälle lässt vermuten, dass sie vor den Wällen der inneren Anlage entstanden sind. Im Nordosten der Anlage zweigt vom Außenwerk ein weiterer, heute noch etwa ein Meter hoher Wall ab, der in nordwestlicher Richtung bis zu einer Berkelschleife zieht.
Während die Wälle der inneren Anlage bis auf eine kleine Unterbrechung im Südwesten noch durchgängig vorhanden sind, weisen die äußeren Wälle größere Beeinträchtigungen auf. Dies gilt insbesondere für den westlichen Bereich, wo sich heute ein landwirtschaftlicher Betrieb befindet.

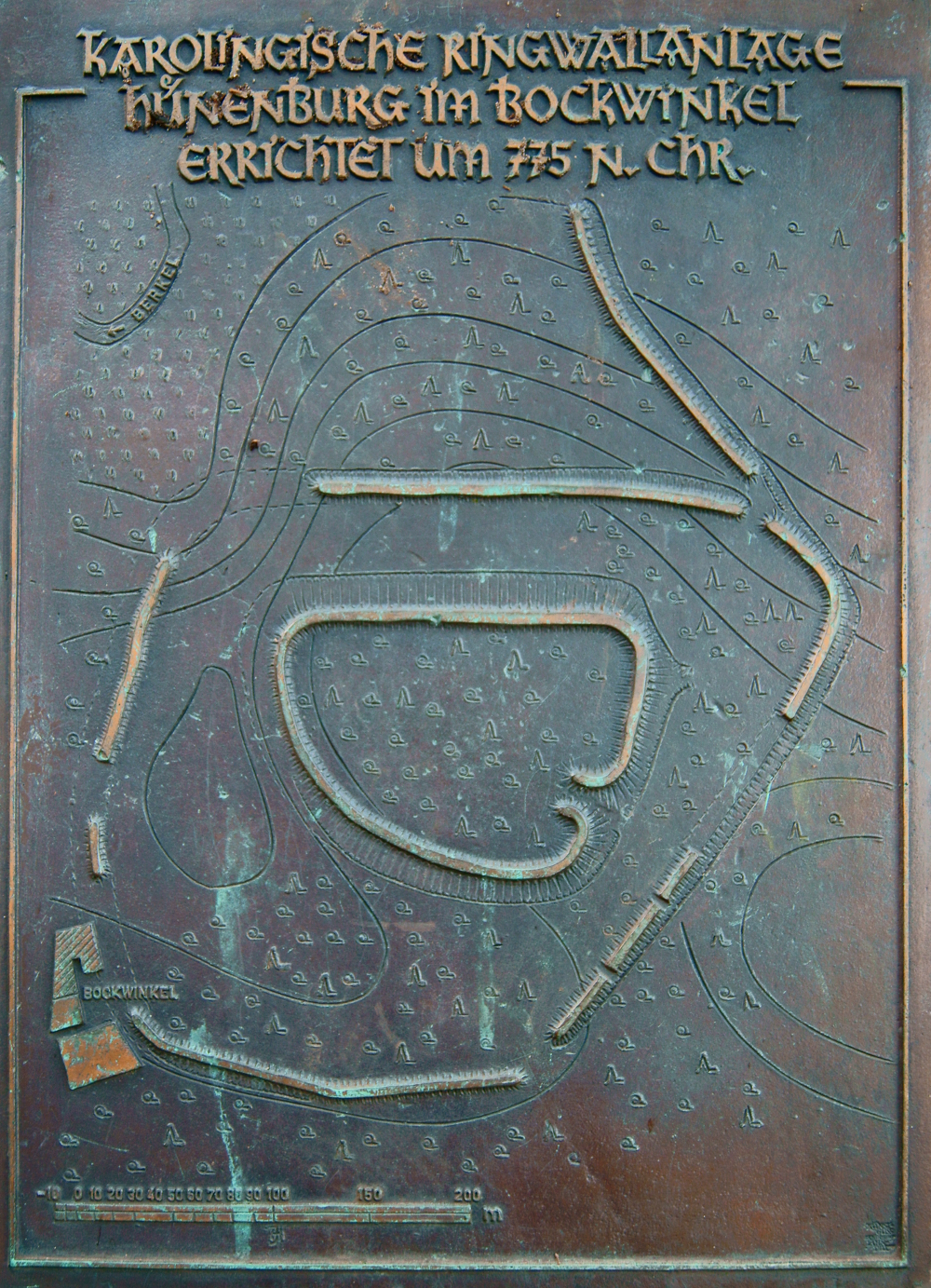
Hinweistafel am Findling vor dem Eingang zur Anlage.
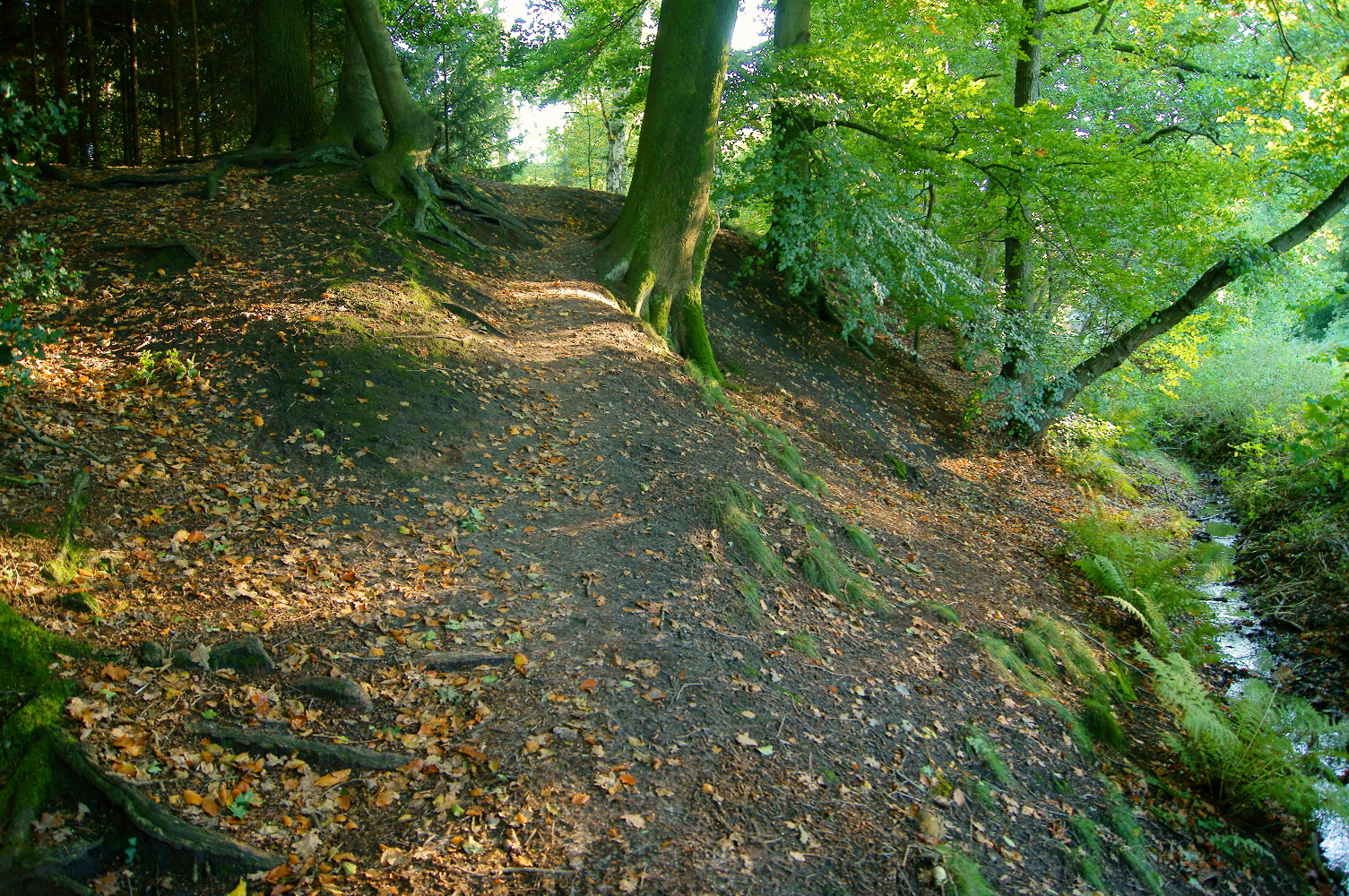
Der zum Bach abfallende innere Wall.
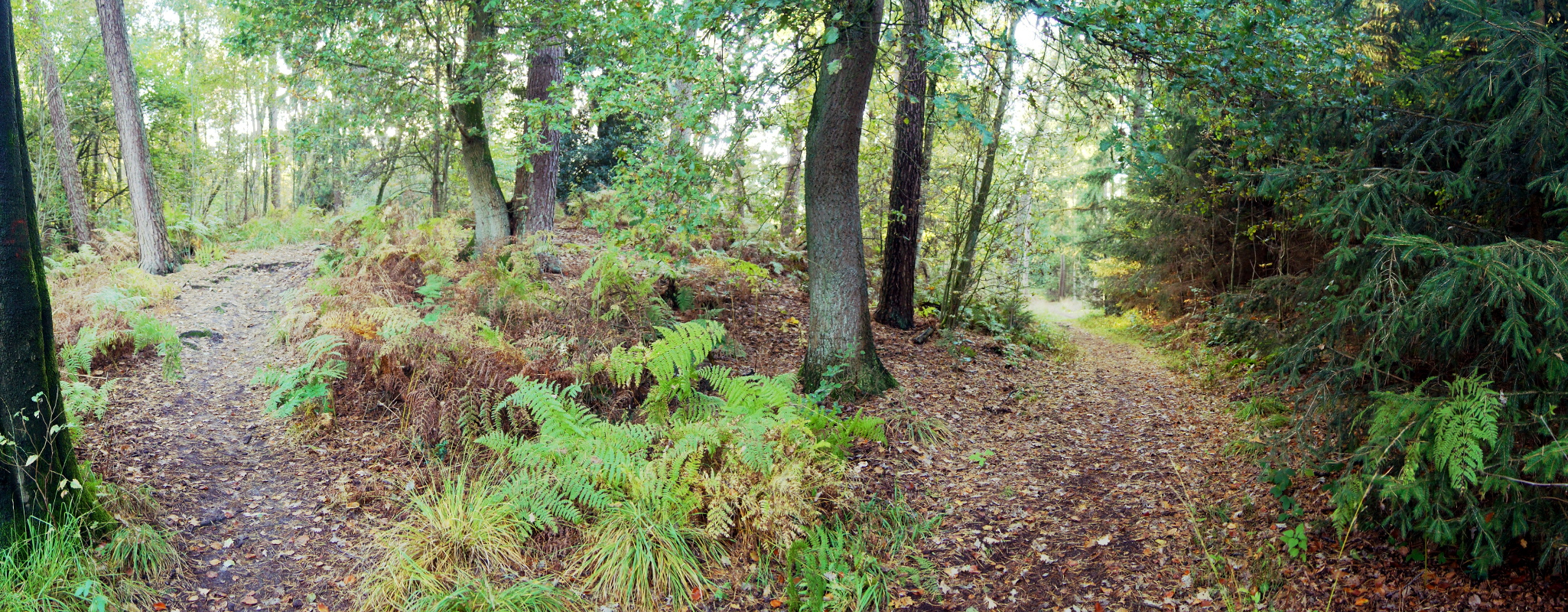
Eingang zum Kernbereich mit Wallaufgang links.

## Geschichte
Schriftliche Quellen über die Entstehung und Funktion der Wallburg liegen ebenso wenig vor, wie es Zeugnisse über ihre ersten Besitzer gibt. Heute vermutet man anhand von Funden und Grabungen, dass es sich um eine karolingische Anlage aus der zweiten Hälfte des achten Jahrhunderts handelt. Die Ausdehnung der äußeren Wälle passt zudem gut zu anderen karolingischen Anlagen aus der Zeit der Sachsenkriege Karls der Großen. Sie könnte aber auch der Sicherung des Hellwegs vor dem Santforde gedient haben, der von Rhein und IJssel über Stadtlohn und Rheine nach Norddeutschland führte. Ebenso gibt es Spekulationen, die die Hünenburg in Verbindung zur Gaugrafschaft Hamaland setzen. Als gesichert gilt, dass die Anlage mehrfach um- und ausgebaut wurde.
Die innere Anlage scheint jünger zu sein und könnte spätkarolingisch oder ottonisch sein. Die Errichtung kleinerer, annähernd rechteckiger Wallburgen innerhalb älterer bestehender Anlagen war durchaus typisch für diese Epoche. Sie dienten oft mehreren Zwecken, so der Verwaltung, Straßensicherung und als Fliehburg.
Die in historischer Zeit angelegte Hünenburg steht auf einem weitaus älteren, bereits während der Bronze- und Eisenzeit als Urnengräberfeld genutzten Gelände.